# Ричмонд-Уэст (Флорида)
Ричмонд-Уэст (англ. Richmond West) — статистически обособленная местность, расположенная в округе Майами-Дейд (штат Флорида, США) с населением в 28 082 человека по статистическим данным переписи 2000 года.

## География
По данным Бюро переписи населения США статистически обособленная местность Ричмонд-Уэст имеет общую площадь в 11,14 квадратного километра, из которых 10,88 кв. километра занимает земля и 0,26 кв. километра — вода. Площадь водных ресурсов округа составляет 2,33 % от всей его площади.
Статистически обособленная местность Ричмонд-Уэст расположена на высоте 2 м над уровнем моря.

## Демография
По данным переписи населения 2000 года в Ричмонд-Уэст проживало 28 082 человека, 7175 семей, насчитывалось 7833 домашних хозяйства и 8188 жилых домов. Средняя плотность населения составляла около 2520,83 человека на один квадратный километр. Расовый состав населённого пункта распределился следующим образом: 78,33 % белых, 8,51 % — чёрных или афроамериканцев, 0,21 % — коренных американцев, 2,29 % — азиатов, 0,06 % — выходцев с тихоокеанских островов, 4,10 % — представителей смешанных рас, 6,49 % — других народностей. Испаноговорящие составили 70,02 % от всех жителей статистически обособленной местности.
Из 7833 домашних хозяйств в 59,0 % воспитывали детей в возрасте до 18 лет, 75,7 % представляли собой совместно проживающие супружеские пары, в 11,2 % семей женщины проживали без мужей, 8,4 % не имели семей. 4,9 % от общего числа семей на момент переписи жили самостоятельно, при этом 0,7 % составили одинокие пожилые люди в возрасте 65 лет и старше. Средний размер домашнего хозяйства составил 3,59 человека, а средний размер семьи — 3,69 человека.
Население статистически обособленной местности по возрастному диапазону по данным переписи 2000 года распределилось следующим образом: 32,9 % — жители младше 18 лет, 7,4 % — между 18 и 24 годами, 38,5 % — от 25 до 44 лет, 16,0 % — от 45 до 64 лет и 5,2 % — в возрасте 65 лет и старше. Средний возраст жителей составил 31 год. На каждые 100 женщин в Ричмонд-Уэст приходилось 95,5 мужчины, при этом на каждые сто женщин 18 лет и старше приходилось 91,2 мужчины также старше 18 лет.
Средний доход на одно домашнее хозяйство статистически обособленной местности составил 59 608 долларов США, а средний доход на одну семью — 59 551 доллар. При этом мужчины имели средний доход в 36 589 долларов США в год против 26 896 долларов среднегодового дохода у женщин. Доход на душу населения статистически обособленной местности составил 59 608 долларов в год. 3,9 % от всего числа семей в населённом пункте и 5,6 % от всей численности населения находилось на момент переписи населения за чертой бедности, при этом 6,7 % из них были моложе 18 лет и 5,0 % — в возрасте 65 лет и старше.